# Рисковая премия
Премия за риск (англ. Risk Premium) — источник дополнительного дохода, который выплачивается инвестору как компенсация за принятие дополнительного, необязательного риска. При выборе оптимальной возможности инвестирования финансов этот фактор играет огромную роль. Однако редко можно точно определить уровень риска и размер премии в соответствии с принятым риском.
Для расчёта премии за риск, сравнивается ожидаемая рентабельность инвестиций с безрисковой процентной ставкой. Например, если доходность Казначейской облигации США составляет 3,25 %, а ожидаемая норма доходности по акциям составляет 9,75 %, то уровень премии за риск составит 6,5 % (9,75 %-3,25 %).
Уровень риска, который кто-то готов принять, может измениться в зависимости от новых инвестиционных целей или жизненных обстоятельств, поэтому данная экономическая категория является достаточно абстрактной.
Премия за риск {\displaystyle \pi } вычисляется по формуле:
{\displaystyle u(r_{f})=Eu(r_{f}+\pi +x).}
где
Ожидаемая полезность — это u, а rf является возвратом безрискового актива, r является случайным возвратом рисковых активов. Пишите r как сумму ожидаемого возврата rf + {\displaystyle \pi }, где x — компонент нулевого среднего риска.
Левая сторона — это степень привлекательности безрискового актива — известная полезность его известного возврата, а правая сторона — степень привлекательности рискованного актива — ожидаемая полезность его рискованной отдачи. Таким образом, премия за риск представляет собой сумму, при которой ожидаемый доход от рискованного актива должен фактически превышать доходность без риска, чтобы сделать рисковые и безрисковые активы одинаково привлекательными.

## Пример премии за риск
Предположим, что участник игрового шоу может выбрать одну из двух дверей, за одной из которых будет 1000 долларов США, а за второй — 0. Предположим, что у участника есть возможность взять 500 долларов вместо выбора одной из дверей.
Участник, которого не пугает риск, задумается о выборе двери. Участник, не склонный к риску, не будет выбирать дверь и примет гарантированные 500 долларов, в то время как любящий риски участник получит выгоду от неопределенности и выберет одну из дверей.
Если слишком много соперников не склонны к риску, игровое шоу может стимулировать выбор более рискованного выбора, предлагая положительную премию за риск. Если игровое шоу предлагает $1600 за угаданную дверь, увеличив до $800 ожидаемую стоимость выбора между дверями 1 и 2, премия за риск составит $300 (то есть ожидаемое значение $800 за вычетом гарантированной суммы в $500). Участники, требующие минимальную компенсацию в случае менее $300, выбирают дверь вместо того, чтобы принимать гарантированные $500.